# Gabriel Vidović
Gabriel Vidović (* 1. Dezember 2003 in Augsburg) ist ein kroatisch-deutscher Fußballspieler. Er steht bei Dinamo Zagreb unter Vertrag.

## Karriere

### Vereine
Vidović begann seine fußballerische Ausbildung in seiner Geburtsstadt beim FC Augsburg. Im Sommer 2016 wechselte er in das Nachwuchsleistungszentrum des FC Bayern München. Auf dem FC Bayern Campus gehörte er in der Saison 2019/20 dem Kader der B1-Junioren (U17) in der B-Junioren-Bundesliga an. Der Offensivspieler absolvierte unter Miroslav Klose 16 von 21 Spielen und erzielte 3 Tore, ehe die Spielzeit ab März 2020 aufgrund der COVID-19-Pandemie nicht mehr fortgeführt werden konnte. Zur Saison 2020/21 rückte der 17-Jährige zu den A-Junioren (U19) auf. Die A-Junioren-Bundesliga musste jedoch im November 2020 aufgrund der Corona-Pandemie abgebrochen werden, weshalb Vidović nur 4 Spiele absolvieren konnte; hinzu kam ein Einsatz im DFB-Pokal der Junioren. Zur Saison 2021/22 wurde der A-Junioren in den Kader der zweiten Mannschaft hochgezogen, die zuvor in die viertklassige Regionalliga Bayern abgestiegen war. Unter Martín Demichelis absolvierte er 30 Regionalligaspiele, stand 28-mal in der Startelf und erzielte 21 Tore, womit er trotz seines jungen Alters hinter Patrick Hobsch (28) und Adam Jabiri (25) drittbester Torschütze wurde. Aufgrund dieser positiven Entwicklung war sein Vertrag im Februar 2022 bis zum 30. Juni 2025 verlängert worden. Gleichzeitig folgten unter Julian Nagelsmann bei der Profimannschaft in der Champions League und Bundesliga die ersten Nominierungen in den Spieltagskader. Am 17. April 2022 debütierte der 18-Jährige in der höchsten deutschen Spielklasse, als er bei einem 3:0-Sieg bei Arminia Bielefeld kurz vor dem Spielende eingewechselt wurde. Bis zum Saisonende folgten zwei weitere Einwechslungen, sodass Vidović erstmals zur Deutschen Meisterschaft beitragen konnte.
Mit Saisonbeginn 2022/23 wurde Vidović' Vertrag in einen Profivertrag umgewandelt, da er in den Profikader aufrückte. Nach seinem Einsatz am 3. Spieltag wurde er an Vitesse Arnheim für eine Saison ausgeliehen. Nach Ablauf der Leihfrist kehrte Vidović zum FC Bayern München zurück, der ihn umgehend per Leihgeschäft an den kroatischen Erstligisten Dinamo Zagreb bis zum 30. Juni 2024 abgab.
Ende August 2024 verlängerte Vidović seinen Vertrag bis zum 30. Juni 2026 und wechselte bis zum Ende der Saison 2024/25 auf Leihbasis zum Ligakonkurrenten 1. FSV Mainz 05. Nachdem er unter Bo Henriksen in der Liga und im DFB-Pokal nur jeweils einmal eingewechselt worden war, wurde die Leihe Anfang Februar 2025 am letzten Tag der Transferperiode wieder beendet und Vidović kehrte zum FC Bayern zurück. Bis zum Saisonende kam er unter Vincent Kompany zu vier Einwechslungen, womit er zum dritten Mal deutscher Meister wurde.
Zur Saison 2025/26 kehrte Vidović zu Dinamo Zagreb zurück.

### Nationalmannschaft
Vidović bestritt mehrere Freundschaftsspiele für die deutsche U15-Nationalmannschaft. Vidović spielte vom 6. Februar 2020 bis zum 26. März 2022 für die Juniorennationalmannschaften der Altersklasse U17 bis U19 Kroatiens. Seit dem 2. September 2021 spielt er für die U21-Nationalmannschaft Kroatiens.

## Titel
FC Bayern München
- Deutscher Meister (3): 2022, 2023, 2025

Dinamo Zagreb
- Kroatischer Meister: 2024
- Kroatischer Pokalsieger: 2024